# Refstad IL
Il Refstad Idrettslag Oslo è una squadra di pallamano maschile norvegese con sede a Oslo.

## Palmarès
- Campionato norvegese: 3
  - 1973-74, 1976-77, 1977-78.